# Оноприенко, Геннадий Алексеевич
Геннадий Алексеевич Оноприенко (род. 22 мая 1937 года, Сызрань, Куйбышевская область, СССР) — советский и российский травматолог и ортопед, член-корреспондент РАМН (1997), член-корреспондент РАН (2014).

## Биография
Родился 22 мая 1937 года в Сызрань Куйбышевской (Самарской) области.
В 1960 году окончил 1-й Московский медицинский институт и в течение 3 лет работал хирургом, травматологом Мытищинской больницы.
С 1963 года работает в Московском областном научно-исследовательском клиническом институте имени М. Ф. Владимирского (МОНИКИ), где прошел путь от клинического ординатора клиники травматологии и ортопедии до заместителя директора по научной работе (1982), в 1987 году был назначен директором института и проработал в этой должности до 2013 года, в настоящее время — почётный председатель Ученого совета института, профессор кафедры травматологии и ортопедии факультета усовершенствования врачей института.
В 1969 году — защитил кандидатскую («Васкуляризация зоны диафизарного перелома при первичном заживлении (экспериментальное исследование)»), а в 1982 году — докторскую диссертации, в 1990 году — присвоено учёное звание профессора.
В 1997 году избран членом-корреспондентом РАМН, в 2014 году — стал членом-корреспондентом РАН (в рамках присоединения РАМН и РАСХН к РАН).

## Научная деятельность
Специалист в области травматологии и ортопедии.
Основные направления научных исследований: экспериментальное обоснование оптимальных условий репаративной регенерации костной, хрящевой, сухожильной тканей, в клинике — разработка новых способов хирургического лечения больных с последствиями травм и ортопедических заболеваний конечностей.
Разработал комплексный метод визуализации микроваскулярной сети опорных органов и тканей, получил новые данные о системе микроциркуляции, физиологической и репаративной регенерации тканей опорного аппарата при экспериментальном моделировании на животных различных видов функциональных нарушений, повреждений и оперативных вмешательств, наиболее распространенных в клинической практике.
Получил на основе большого объёма экспериментальных исследований новые данные о системе микроциркуляции опорного аппарата в норме, при физических нагрузках, отсутствии функции, при моделировании различных видов повреждений и оперативных вмешательств.
Один из первых в России начал широко применять в клинической практике при хирургическом лечении сложной ортопедотравматологической патологии современные методы функционально-стабильного остеосинтеза с использованием как погружных имплантатов системы АО (Швейцария), так и внеочаговых чрескостных конструкций.
Автор 570 научных работ, 7 монографий, 23 учебно-методических пособий, 22 патентов на изобретения.
Подготовил 32 доктора и кандидата медицинских наук.
На протяжении 10 лет возглавлял проблемно-научный центр (ПНЦ) по хирургии и комиссию по новой технике в травматологии и ортопедии Минздрава РФ, 15 лет был членом экспертной комиссии ВАК России по хирургическим специальностям.
Член Общественной палаты Московской области (с 2009 года)

## Награды
- Орден «За заслуги перед Отечеством» IV степени (2003)[4]
- Государственная премия Российской Федерации (в составе группы, за 1999 год) — за цикл работ по теоретическому обоснованию оптимальных условий репаративной регенерации опорных органов и тканей[5]
- Премия Правительства Российской Федерации в области науки и техники (в составе группы, за 1996 год) — за разработку, обоснование, серийное производство и внедрение в клиническую практику имплантатов и инструментов для оперативной фиксации костей[6]
- Премия Правительства Российской Федерации в области науки и техники (в составе группы, за 2004 год) — за создание и широкое внедрение в медицинскую практику высокоэффективных имплантируемых конструкций из титана[7]
- Заслуженный деятель науки Российской Федерации (1996)[8]
- Почётный гражданин Московской области (2007)[9]
- Орден Ивана Калиты Правительства Московской области (2012)
- Премия РАМН имени В. В. Парина (1996) — за монографию «Васкуляризация костей при переломах и дефектах» (1995)[10]
- Премия РАМН имени А. П. Богомольцева (2000) — за монографию «Морфологические и клинические аспекты репаративной регенерации опорных органов и тканей» (1996)[10]